# 机器狗 (电脑病毒)
机器狗是一种主要肆虐中国的网络以盗取网友的QQ、网络游戏帐户牟利的下载者计算机病毒。2007年8月左右有人上报反病毒论坛此病毒样本，它的图标使用Sony公司推出的电子宠物狗AIBO的图案，所以被网友们称为“机器狗”病毒。
此下载者程序打开后释放的内核级驱动程序pcihdd.sys会改写Windows核心程序userinit.exe夺取系统控制权，造成各种硬件还原卡如小哨兵、还原类软件如Deep Freeze、中国的影子系统等被穿透，导致中国网吧和校园机房受影响较大，并且利用ARP欺骗在局域网传播，如果中了一台机器，则网吧和校园机房几乎所有机器会遭到感染。
此外此病毒经过多次变种，且可以过各种主流杀毒软件的“主动防御”，所以很多用户安装着杀毒软件也大多受害。该下载者利用自身特性，在病毒作者的服务器下载大量盗取QQ和盗取传奇、魔兽世界、征途、大话西游等网游帐号的木马。
该病毒作者还善于利用各种软件漏洞，微软的MS06-014和MS07-017漏洞，已知被缓存溢出受影响的软件有RealPlayer媒体播放器、中国的游戏大厅联众等，用户需要升级自己的RealPlayer媒体播放器和相关有漏洞版本低的计算机程序可预防此问题。
此病毒利用和IGM病毒利用的技术基本相同，都是可以过各种还原类软、硬件，但目前还不明这两种病毒作者的关系。有网友反应此病毒作者有暂缓开发新变种的迹象，但现在也还不明此作者是否已被逮捕。

## 参看
- Windows Update
- 熊猫烧香
- 木马下载器